# اورنگ کایا
اورنگ کایا (به لاتین: Orang Kaya Besar Imas) یک منطقهٔ مسکونی در برونئی است که در بندر سری بگاوان واقع شده‌است.